# Спас Димитров
Спас Симеонов Димитров е български юрист и политик, деец на Съюза на демократичните сили. Народен представител в Седмото велико народно събрание. 

## Биография
Роден е на 19 август 1952 година в Благоевград. Завършва право в Софийския университет. Работи като адвокат в адвокатски колектив в Благоевград.
Безпартиен. На изборите в 1990 година е избран за депутат в VII велико народно събрание от 145-и Благоевградски избирателен район с листата на Съюза на демократичните сили. Влязъл в листата от Федерацията на клубовете за демокрация (ФКД), но не участва в парламентарната група на ФКД. През май – юли 1991 година се включва в протеста на 39-имата народни представители срещу приемането на предложения текст за конституция на България.